# Krystyna Kotjeharova
Krystyna Kotjeharova (ukrainska: Кристина Кочегарова, mer känd under artistnamnet Kristall), född den 19 april 2000 i Kiev, Ukraina, är en ukrainsk sångerska.
Kotjeharova representerade Ukraina i Junior Eurovision Song Contest 2011 som hölls i Armeniens huvudstad Jerevan. I finalen fick hon 42 poäng vilket räckte till en 11:e plats av 13 deltagare.